# Phyllostictaceae
Phyllostictaceae Pers. – rodzina grzybów z klasy Dothideomycetes. Grzyby mikroskopijne, pasożyty roślin, zazwyczaj powodujące plamistość liści, owoców, a czasami także pędów.

## Systematyka i nazewnictwo
Pozycja w klasyfikacji według Index Fungorum: 
Phyllostictaceae, Botryosphaeriales, Incertae sedis, Dothideomycetes, Pezizomycotina, Ascomycota, Fungi.
Synonimy: 
Caudophoma B.V. Patil & Thirum. Columnosphaeria Munk, Discochora Höhn., Frankiella Speschnew, Laestadiella Höhn. Leptophacidium Höhn., Macrophyllosticta Sousa da Câmara, Mesonella Petr. & Syd., Montagnellina Höhn., Myriocarpa Fuckel, Pampolysporium Magnus, Phyllosphaera Dumort., Phyllostictina Syd. & P. Syd., Polysporidium Syd. & P. Syd..
Według aktualizowanej klasyfikacji Index Fungorum bazującej na Dictionary of the Fungi do rodziny Phyllostictaceae należą rodzaje:
- Columnosphaeria Munk 1953
- Phyllosticta Pers. 1818

## Morfologia
Konidiofory krótkie, przeważnie nierozgałęzione. Komórki konidiotwórcze cylindryczne, wytwarzające po jednym lub po kilka konidiów. Konidia jednokomórkowe, przezroczyste i bezbarwne, o kształcie cylindrycznym, elipsoidalnym, owalnym lub prawie kulistym. Otoczone są lepkim śluzem i posiadają na szczycie nitkowaty i nierozgałęziony wyrostek. Pyknidia zanurzone w tkankach porażonych roślin, z ujściem wystającym ponad powierzchnię skórki. Są kuliste, brunatne, zbudowane z 2–3 warstw komórek pseudoparenchymy. Często w pyknidiach oprócz pykniospor tworzą się także konidia. Obok pyknidium mogą powstawać także podobne do nich spermogonia. 